# Mycomya storai
Mycomya storai är en tvåvingeart som beskrevs av Vaisanen 1979. Mycomya storai ingår i släktet Mycomya och familjen svampmyggor. Det är osäkert om arten förekommer i Sverige. Inga underarter finns listade i Catalogue of Life.